# Virant
Virant je priimek več znanih Slovencev:
- Anže Virant (*1988), lutkovni dramaturg in oblikovalec svetlobe
- Fran(c) Virant, prevajalec iz poljščine (ok.1906/8)
- Franc Virant, zdravnik, medicinski publicist (ok. 1928)
- Franci Virant (*1958), fotograf
- Gregor Virant (*1969), pravnik, univ. prof. in politik
- Irena Virant, političarka (druga = pravnica, sindikalistka)?
- Irma Virant Klun, genetičarka, molekularna biologinja, univ. prof.
- Katja Virant Iršič, muzikologinja, glasbena pedagoginja
- Janez Virant (*1961), pesnik
- Jelena Virant Burnik, informacijska pooblaščenka RS (2024-)
- Jernej Virant (1932—2008), elektro(teh)nik, strokovnjak za računalništvo, univ. profesor
- Kostja Virant, "slikar samotar" - akvarelist
- Majda Virant (*1949), strokovnjakinja za pivovarstvo in hmeljarstvo
- Meta Virant Doberlet (*1961), biologinja, entomologinja
- Miha Virant, kemik
- Miroslav Virant, župnik in dekan v Nm
- Nina Virant,  pevka, kantavtorica in vokalna pedagoginja
- Stanko Virant (1890—1971), novinar in urednik Jutra
- Špela Virant, germanistka, prevajalka, literarna zgodovinarka, univ. prof.
- Tone Virant, publicist